# Cophanta
Cophanta är ett släkte av fjärilar. Cophanta ingår i familjen juvelvingar.
Kladogram enligt Catalogue of Life:
| Cophanta | \| \| Cophanta illurgis \| \| \| \| \| \| Cophanta tattaka \| \| \| \| |
|          | \| \| Cophanta illurgis \| \| \| \| \| \| Cophanta tattaka \| \| \| \| |
|          | Cophanta illurgis                                                      |
|          |                                                                        |
|          | Cophanta tattaka                                                       |
|          |                                                                        |